# Okręg wyborczy województwo toruńskie do Senatu Rzeczypospolitej Polskiej
Okręg wyborczy województwo toruńskie do Senatu Rzeczypospolitej Polskiej obejmował w latach 1989–2001 obszar województwa toruńskiego. Wybierano w nim 2 senatorów, przy czym w latach 1989–1991 obowiązywała zasada większości bezwzględnej, zaś w latach 1991–2001 większości względnej.
Powstał w 1989 wraz z przywróceniem instytucji Senatu. Został zniesiony w 2001, na jego obszarze utworzono nowe okręgi nr 5 i 33.
Siedzibą okręgowej komisji wyborczej był Toruń.

## Reprezentanci okręgu
| Rok  | Senator komitet wyborczy                | Senator komitet wyborczy | Senator komitet wyborczy                        | Senator komitet wyborczy                |
| ---- | --------------------------------------- | --- | ----------------------------------------------- | --------------------------------------- |
| 1989 |                                         | Alicja Grześkowiak Porozumienie Obywatelskie Centrum (1991) „Zjednoczenie Polskie” (1993) Akcja Wyborcza Solidarność (1997) |                                                 | Stanisław Dembiński                     |
| 1991 |                                         | Alicja Grześkowiak Porozumienie Obywatelskie Centrum (1991) „Zjednoczenie Polskie” (1993) Akcja Wyborcza Solidarność (1997) |                                                 | Andrzej Tyc Unia Demokratyczna          |
| 1993 |                                         | Alicja Grześkowiak Porozumienie Obywatelskie Centrum (1991) „Zjednoczenie Polskie” (1993) Akcja Wyborcza Solidarność (1997) | Wincenty Olszewski Sojusz Lewicy Demokratycznej |                                         |
| 1997 |                                         | Alicja Grześkowiak Porozumienie Obywatelskie Centrum (1991) „Zjednoczenie Polskie” (1993) Akcja Wyborcza Solidarność (1997) | Marian Żenkiewicz Sojusz Lewicy Demokratycznej  |                                         |
| 2001 | okręg zniesiony, patrz okręgi nr 5 i 33 | okręg zniesiony, patrz okręgi nr 5 i 33                                                                                     | okręg zniesiony, patrz okręgi nr 5 i 33         | okręg zniesiony, patrz okręgi nr 5 i 33 |

## Wyniki wyborów
Symbolem „●” oznaczono senatorów ubiegających się o reelekcję.

### Wybory parlamentarne 1989
| Kandydat                                                          | Głosów  | %     |
| ----------------------------------------------------------------- | ------- | ----- |
| Alicja Grześkowiak                                                | 170 935 | 69,37 |
| Stanisław Dembiński                                               | 159 435 | 64,70 |
| Jan Kopcewicz                                                     | 35 055  | 14,23 |
| Henryk Wojtalewicz                                                | 32 401  | 13,15 |
| Grażyna Pobłocka                                                  | 12 817  | 5,20  |
| Jan Kubacki                                                       | 12 566  | 5,10  |
| Błażej Wierzbowski                                                | 9120    | 3,70  |
| Mieczysław Pikuła                                                 | 7891    | 3,20  |
| Janusz Potocki                                                    | 6234    | 2,53  |
| Leszek Róg                                                        | 5897    | 2,39  |
| Kazimierz Strześniewski                                           | 4042    | 1,64  |
| Liczba głosów ważnych: 246 409 Źródło: Państwowa Komisja Wyborcza |         |       |

### Wybory parlamentarne 1991
| Kandydat                                              | Kandydat                  | Komitet wyborczy                             | Głosów |
| ----------------------------------------------------- | ------------------------- | -------------------------------------------- | ------ |
|                                                       | Alicja Grześkowiak●       | Porozumienie Obywatelskie Centrum            | 60 575 |
|                                                       | Andrzej Tyc               | Unia Demokratyczna                           | 37 974 |
|                                                       | Stanisław Salmonowicz     | Unia Demokratyczna                           | 34 639 |
|                                                       | Maciej Czerwiński         | Porozumienie Obywatelskie Centrum            | 34 152 |
|                                                       | Zbigniew Walecki          | Sojusz Lewicy Demokratycznej                 | 25 293 |
|                                                       | Wiesław Jagielski         | Konfederacja Polski Niepodległej             | 23 468 |
|                                                       | Henryk Derkowski          | Partia X                                     | 23 066 |
|                                                       | Kazimierz Jarząbek        | Solidarność Pracy                            | 21 927 |
|                                                       | Maciej Warczygłowa        | Sojusz Lewicy Demokratycznej                 | 20 333 |
|                                                       | Bożena Mleczek-Dąbrowska  | Solidarność Pracy                            | 19 587 |
|                                                       | Jerzy Fiałkowski          | Polskie Stronnictwo Ludowe Sojusz Programowy | 18 702 |
|                                                       | Michał Gilewicz           | Porozumienie Ludowe                          | 15 799 |
|                                                       | Michał Leszczyc-Grabianka | Porozumienie Ludowe                          | 14 548 |
| Frekwencja: 41,32% Źródło: Państwowa Komisja Wyborcza |                           |                                              |        |

### Wybory parlamentarne 1993
| Kandydat                                              | Kandydat               | Komitet wyborczy                                 | Głosów |
| ----------------------------------------------------- | ---------------------- | ------------------------------------------------ | ------ |
|                                                       | Wincenty Olszewski     | Sojusz Lewicy Demokratycznej                     | 60 985 |
|                                                       | Alicja Grześkowiak●    | „Zjednoczenie Polskie”                           | 58 885 |
|                                                       | Andrzej Hornowski      | Polskie Stronnictwo Ludowe – Porozumienie Ludowe | 40 577 |
|                                                       | Jerzy Fiałkowski       | Polskie Stronnictwo Ludowe                       | 38 213 |
|                                                       | Andrzej Tyc●           | Unia Demokratyczna                               | 37 589 |
|                                                       | Witold Jarantowski     | Unia Pracy                                       | 35 229 |
|                                                       | Jerzy Wieczorek        | Unia Demokratyczna                               | 26 226 |
|                                                       | Ludwik Czachowski      | Bezpartyjny Blok Wspierania Reform               | 18 628 |
|                                                       | Aleksander Jędraszczyk | Konfederacja Polski Niepodległej                 | 16 414 |
|                                                       | Jerzy Wiśniewski       | Kongres Liberalno-Demokratyczny                  | 15 952 |
|                                                       | Lesław Welker          | Konfederacja Polski Niepodległej                 | 15 077 |
|                                                       | Krystyna Misiak        | Kobieta Polska i Niepodległość                   | 12 762 |
|                                                       | Brunon Daniszewski     | Bezpartyjny Blok Wspierania Reform               | 12 653 |
|                                                       | Hanna Brygiert         | Komitet Wyborców „Osoby a nie Partie”            | 11 892 |
|                                                       | Stanisław Sierakowski  | KW „Związek Polaków w Polsce”                    | 10 705 |
|                                                       | Kazimierz Jarząbek     | Komitet Wyborców „Osoby a nie Partie”            | 8194   |
| Frekwencja: 51,65% Źródło: Państwowa Komisja Wyborcza |                        |                                                  |        |

### Wybory parlamentarne 1997
| Kandydat                                              | Kandydat            | Komitet wyborczy                      | Głosów |
| ----------------------------------------------------- | ------------------- | ------------------------------------- | ------ |
|                                                       | Alicja Grześkowiak● | Akcja Wyborcza Solidarność            | 95 995 |
|                                                       | Marian Żenkiewicz   | Sojusz Lewicy Demokratycznej          | 77 359 |
|                                                       | Paweł Jankiewicz    | Ruch Odbudowy Polski                  | 55 085 |
|                                                       | Wojciech Pronobis   | Krajowa Partia Emerytów i Rencistów   | 34 673 |
|                                                       | Czesław Kasperek    | Polskie Stronnictwo Ludowe            | 30 088 |
|                                                       | Wincenty Olszewski● | Nauczycielski KW „WINCENTY OLSZEWSKI” | 24 831 |
|                                                       | Zygmunt Kwiatkowski | PTTK w Golubiu-Dobrzyniu              | 20 021 |
|                                                       | Bogdan Koszuta      | KW Bogdana Koszuty                    | 17 703 |
| Frekwencja: 43,88% Źródło: Państwowa Komisja Wyborcza |                     |                                       |        |